# بیماری‌های کلیه در کودکان
بیماری‌های کلیه در کودکان کتابی از علی احمدزاده است که در سال ۱۳۸۷ منتشر و در مراسم کتاب سال جمهوری اسلامی ایران به‌عنوان کتاب برگزیده معرفی شد.